# パラパラ
パラパラは、1980年代半ばに日本で発祥したダンスの一種である。上半身は手や腕を動かす一定の振り付け（以下、パーツと称する）の組み合わせ、下半身は2ステップと称される左右移動で構成される特徴がある。主にユーロビートなどのダンスミュージックを音楽として、ディスコやクラブといった場所を中心に踊られている。

## 概要

### 特徴
曲毎に異なる振り付けを覚えて、主にディスコやクラブで集団で踊ることが多い。ダンスというよりも1980年代頃の日本のポップス・アイドル歌手が歌いながら行っていた「振り」に近く、見るものには「軽め」の印象を与え、手・腕の振りを中心とする点は、応援団（団長）の動作に似ている部分がある。また、盆踊りとの類似性・関連性を指摘する説もある。一部のパラパラDVDの商品紹介では、盆踊りの文化をもつ国民性にあったダンスとの記述もある。

### 動作
上半身と下半身が分離しており、一定の単純な動作を繰り返すことにより振り付けが成立することを特徴とする。上半身は、2拍から8拍程度で構成される腕や手を中心とする動作（これをパーツと呼ぶことが多い）を組み合わせて構成される。一方下半身は、原則として2ステップと呼ばれる左右移動を繰り返すことで構成される。パーツは、パラパラの動作を構成する最低限の要素である。
主な例を下に示す。個々のパーツには名前がつけられていることが多いが、これらはパラパラを踊る人々の間で慣習的に呼ばれているものであり、定義が与えられているものではない。
流し
右手（左手）を、腕を斜め左（右）前位置から、2拍あるいは4拍で斜め右（左）前位置にまっすぐに移動させる。
右（左）開き
右手（左手）を、1拍で肩より右（左）側に開く。
YOU
右手（左手）を、腕を斜め左（右）前位置から、2拍あるいは4拍で斜め右（左）前位置にまっすぐに移動させる。
ベイビー
右手を右上、左手を左下に構え、1拍で前後させる動作を通常2度続けて行う。右手の高さを頭より高く、左手は腰の高さ程度にする。左右の手の幅は1 m程度と広く取るのが格好良いとされるが、30 cm程度と小さい動作のダンサーも多く存在する。パラパラの曲で歌詞にbaby、babeと歌われているほとんどの部分で使用される最頻出パーツのひとつである。関根勤の持ち技である同名のギャグBabyが元になっている。
シェー
右手を正面頭上、左手をヘソの上辺りに構えて、両腕をアルファベットのSの形にする。1拍の場合はこれで完成。2拍の場合は左右の手を入れ替えて、逆Sの字にする。歌詞で「Shame on you」「Shake it up」など、シェイと聞こえる場所にて使用される。おそ松くんのイヤミのポーズ「シェー」から生まれたパーツであるが、パラパラでは元ネタとは違い左右が逆となっており、なおかつ右腕が直線的に伸びずにSの形に近いことが特徴である。
これらのパーツを曲調や歌詞に基づき組み合わせることにより、1曲毎に対する振り付けが構成される。パーツは一定単位で左右対称に組み合わせられることが多く、曲の構成単位（イントロ・Aメロ・Bメロ・サビ）内で完結する。
このパーツを一曲内にどのように組み合わせるかにより、難易度が決まる。曲中のパーツの数を減らし単純な構成にすることで簡単な振り付けを作ることができる一方、パーツの数を増やして繰り返しを減らしたり、順序を複雑にしたりすることにより、難しい振り付けを作ることもできる。

### 音楽
パラパラはユーロビートを踊ることを目的として作られる振り付けであったが、J-POPなどの他ジャンルに対しても振りが作られることがあった。第3次ブーム以降はこの傾向が顕著であり、ユーロビートにとどまらず、トランスやテクノやポップスなどの他ジャンルの楽曲に対しても振りが作られることが多くなった。
特に、トランスやテクノに対してつけられるパラパラは、それぞれトラパラ、テクパラと呼ばれており、クラブやディスコなどではあくまでもユーロビートを流す時間に飛び道具的に用いられていたかつてのJ-POPへの振り付けとは異なり、パラパラに対応する1ジャンルとして存在している。
そのため今日では、単にパラパラといった場合、
- ダンスの1ジャンル（トラパラ・テクパラなどの派生型を統合する概念）
- ユーロビートにつく振り付けの1ジャンル（トラパラ・テクパラと並列する概念）

の、2つの意味のいずれかを表す。

## 発生と歴史

### 1986年 - 1990年: 第1次ブーム
1986年頃から、新宿のビル「東亜会館」の中にある、客層のほとんどを中高生が占めるディスコ数店舗で、曲に合わせて手の振りで踊る「パラパラ」と呼ばれる踊りが流行り出した。これは東亜会館のディスコならではの踊りであり、東京都内の他のほとんどのディスコでは店の雰囲気にそぐわないとしてパラパラを禁止にしていた。もし東亜会館以外のディスコでパラパラをした場合は、高確率で「パラパラはやめて下さい」等とDJからマイクを使って注意された。それでもパラパラを止めない者は、店員によってダンスフロアからつまみ出され、場合によっては店への出入り禁止という最悪の処分を受けることもあった。
その一方で、パラパラをしているのが女性の場合、見て見ぬふりをして注意されないままという事も多々あった。
このパラパラは手話に似た動きをすることから一部で「手話パラ」とも呼ばれたりしていた。
東亜会館のディスコでパラパラで踊られた曲名 / アーティストは一部ではあるが、下記に記載する。
- Pistol In My Pocket / Lana Pellay
- Dance Your Love Away / Michael Prince
- Something In My House / Dead Or Alive
- Boom Boom / Paul Lekakis
- Whisper To A Scream / Bobby O
- Play Boy / David Lyme
- The American Dream / The Big Smoke
- Tonight / Ken Laszio

なお、同時期に名古屋地域のディスコでは、星の子と呼ばれる手の振りの踊りが存在し、雛壇型のお立ち台などを占拠して踊る光景が見られた。また、一部では、さらにオーバーアクションの風の子という振り付けも存在していた。
1988年に東亜会館の中のひとつのディスコが、店名を変更した後、しばらくしてパラパラ禁止に方針変更。こうした理由もあり東亜会館のパラパラは徐々に衰退していくことになる。
1980年代後半（バブル時代）に大人が楽しめる高級ディスコとして当時としては画期的な青山「King&Queen」やマハラジャ麻布十番店など、いわゆるNOVA21系の高級ディスコにおける女性客の集客を主業務とする従業員である「黒服」と常連女性客の間で、パラパラが広まった。当時のパラパラはレコード会社によるパラ振りビデオは存在せず、各店の黒服や常連が作っていたため店によって振りが違い、黒服に教えて貰うか通って見て覚えるしかなかった。
楽曲的には、当時イギリスなどで流行していたデッド・オア・アライヴ、カイリー・ミノーグ、リック・アストリー、バナナラマ、シニータなど、いわゆるPWL（ストック・エイトキン・ウォーターマンプロデュース）サウンドが中心で、パラパラは当時のバブルの徒花・黒服の芸だった。

### 1991年 - 1994年: ジュリアナ東京の開店とブームの低迷
1990年のバブル崩壊後、1991年5月に日商岩井が、ジョン・ロビンソンをDJに据え、芝浦ベイサイドの倉庫を改装して数千人収容の巨大ディスコ「ジュリアナ東京」を開店。すると、一般客の多くはそちらに流れてしまった。露出度の高いボディコンにハードコアテクノに合わせ、お立ち台で扇子を振って踊るといったいわゆるジュリアナブームが訪れ、ユーロビートの人気が全国的に衰える。
しかし一部の層は青山「King&Queen」、マハラジャ麻布十番店などで引き続きパラパラを楽しんでいた。

### 1994年 - 1998年: 第2次ブーム
1994年8月のジュリアナ東京閉店に伴いマハラジャ等に客が戻り、第二次ユーロブームを迎えた。この時代も基本的には一次と同じで、パラパラは基本的にディスコの女性客集客道具だった。一時はエイベックス主催の東京ドームイベントがパラパラ愛好者で満員になるほど盛り上がりを見せ、地下鉄の六本木駅構内で女の子同士でパラパラを教えあう光景が普通に見られる程となった。しかし、下記のような変化が現われはじめていた。
1. エイベックスによる新曲統一パラビデオ『パラパラ教典』シリーズの出現などにより、パラパラの習得のためにビデオ動画によって自宅で覚える方法が一般化し、振り付けも複雑化した。
2. ディスコ雑誌「Heaven's Door」が発行され、各店の常連の写真や新曲の振り付け紹介が掲載された。

しかし、欧米では1990年以降、テクノが開花し、クラブの時代に入っていた。日本でも1994年頃から、テクノやハウス、関西ではレゲエを掛けるクラブが隆盛するようになった。代わりに、コスプレ系のパーティーでパラパラが流行する現象があった。また、横浜大黒埠頭で違法競走型暴走族の人達によるパラパライベントが行われるようになった。
1997年末から1999年初頭にかけて、ユーロビートを流していた従来からのディスコが数多く閉店したことで、ブームに一区切りが付いた。

### 1999年 - 2001年: 第3次ブーム
SMAPの木村拓哉が番組『SMAP×SMAP』の1コーナーで「バッキー木村」なるキャラに扮し、アーティスト"NIKO"の楽曲「NIGHT OF FIRE」にのってディズニーのキャラクターとともにパラパラダンスを披露したことが、第三次パラパラブームの始まりとも言われている。1998年末、SMAPがバックダンサーにパラパラダンサーを起用し、テレビ番組で露出が増えた。これをきっかけに、1999年に若年層を中心に、衰退しかかっていたブームに火がついた。しかしこれはSMAP効果だけでなく、二次ブームのパラパラ熟練者達や学生イベントサークルが一世代下のギャル達に伝承する形で人気を集め、新しいタイプのクラブ（ディスコ）の台頭やイベントサークルブームが追い風となり、新世代ギャル達を中心に大ブームが起きたとも言われている。
1999年から2001年にかけて神楽坂「Twin Star」と渋谷「9 LOVEJ」、六本木「velfarre」および芝浦「VENUS TOKYO」などの大型ディスコを中心に第三次ユーロブーム、いわゆるパラパラブームが巻き起こった。「Twin Star」は第三次ブーム時代にはパラパラの総本山とも言われた。また、当時多少誇張されて伝えられた面はあろうが、渋谷は当時学生向けバラエティ番組で取り上げられたこともあって、一般層にも「渋谷=パラパラ」というイメージを確立させた。流行時には振り付け講習会が開かれ、規定のレベルをクリアすると「マスターカード」と呼ばれる認定証が発行された。また教則ビデオも発売されていた。最盛期には平日にもかかわらず1,000人を越える集客を記録した。これは平日のディスコ営業では異例である。
またこの頃、関西では別系統で、ダンスポップなどに、ヨゴレという手の振り付けが自然発生的にあらわれ、パラパラと共に盛り上がった。
当時子役俳優からの脱却を図る中でバラエティタレントとしての露出が増えていたえなりかずきは、持ちネタの中でパラパラを踊っていた（曲はMAXの「銀河の誓い」）。
テレビアニメ『名探偵コナン』では2000年夏から2001年春頃まで、オープニングに愛内里菜の「恋はスリル、ショック、サスペンス」に合わせて主人公の江戸川コナンがパラパラを踊るアニメーションが使用された。
NHKの『みんなのうた』でも、2001年にアキストゼニコ!の「アキストゼネコ」に合わせてCGキャラクターのギャル2人がパラパラを踊るアニメーションが使用され、話題になった。

### 2002年以降: ブームの終焉
エイベックスは第四次ブームを点火しようと、俄然パラパラの全国ツアーを行ったり、パラパラユニットのHINOIチームをデビューさせたり、テレビ番組への露出を図ったりした。しかし、第三次ブーム当時のSMAPほどの大物のバックダンサーで採用されるに至っていない。また2004年頃より、流行の中心は既にパラパラからトラパラやテクパラに移行していることが、ギャル系ファッション誌でも取り上げられている。2004年6月には広州でアジア競技大会招致のためのパラパラ大会が行われた。
2005年にはO-ZONEの「恋のマイアヒ」およびそのパラパラのヒットや長州小力による「NIGHT OF FIRE」（先述の『SMAP×SMAP』にて木村拓哉が踊ったものと同じ曲である）のパラパラが話題になるなど、第四次ブームの火種となり得る現象があったが、ブーム再燃には至らなかった。
2006年3月にリリースされた、モーニング娘。29枚目のシングル『SEXY BOY 〜そよ風に寄り添って〜』にはパラパラが取り入れられている。
2006年以降はエイベックス以外にも、他各社からCDの特典またはムックの付録などで教則DVDの付属が定番化したこともある。動画投稿サイトにメーカーが公式ページを開設、パラパラ映像がアップロードされたりした。また、ブーム収束後はCD売り上げが振るわない時期が続いていたが、2009年8月発売の『和ユーロベスト』（EMI MUSIC JAPAN）がオリコン総合チャート16位（最高位。推定総売上は7万枚）とヒット。以降もリリースが継続される人気シリーズとなったことで他社もこの流れに追随。
2007年には美川憲一が第58回NHK紅白歌合戦にて「さそり座の女2007」を歌唱した。パラパラバージョンと言われダンサーはパラパラを踊り美川のステージを盛り上げた。
2011年には韓国のアイドルグループ「KARA」が「GO GO サマー!」のミュージックビデオでパラパラを披露し、それを「カラパラ」と命名した。同年、モーニング娘。がリリースしたアルバム『12,スマート』の収録曲「OK YEAH!」のダンスは、大部分がパラパラである。
2018年には青山テルマがリリースしたアルバム『HIGHSCHOOL GAL』の収録曲「世界の中心～We are the world～」のミュージックビデオでパラパラを披露している。